# Campionati europei di atletica leggera indoor 2025 - Getto del peso maschile
La gara dei getto del peso maschile ai campionati europei di atletica leggera indoor di Istanbul 2025 si svolse il 9 marzo 2025 presso l'Omnisport Apeldoorn.

## Podio
| Pos.    | Atleta           | Nazionalità |
| ------- | ---------------- | ----------- |
| Oro     | Andrei Toader    | Romania     |
| Argento | Wictor Petersson | Svezia      |
| Bronzo  | Tomáš Staněk     | Rep. Ceca   |

## Qualificazione
18 atleti qualificati con il minimo di 21,40 m o i World Athletics Rankings.

## Record
| Record                | Record         | Record  | Record                    | Record           |
| --------------------- | -------------- | ------- | ------------------------- | ---------------- |
| Record mondiale       | Ryan Crouser   | 22,82 m | Fayetteville, Stati Uniti | 24 gennaio 2021  |
| Record europeo        | Ulf Timmermann | 22,55 m | Senftenberg, Germania Est | 11 febbraio 1989 |
| Record dei campionati | Ulf Timmermann | 22,19 m | Liévin, Francia           | 21 febbraio 1987 |

## Programma
| Data    | Ora   | Turno          |
| ------- | ----- | -------------- |
| 9 marzo | 10:05 | Qualificazione |
| 9 marzo | 16:28 | Finale         |

## Risultati

### Qualificazioni
Si qualificano alla finale gli atleti che ottengono la misura di 21,00 m (Q) o i migliori 8 (q).
| Pos. | Atleta               | Nazione       | 1ª prova | 2ª prova | 3ª prova | Risultato | Note                                     |
| ---- | -------------------- | ------------- | -------- | -------- | -------- | --------- | ---------------------------------------- |
| 1    | Tomáš Staněk         | Rep. Ceca     | x        | 21,26 m  |          | 21,26 m   | Q                                        |
| 2    | Zane Weir            | Italia        | 19,61 m  | 20,91 m  | –        | 20,91 m   | q                                        |
| 3    | Wictor Petersson     | Svezia        | 20,65 m  | x        | 20,14 m  | 20,65 m   | q                                        |
| 4    | Andrei Toader        | Romania       | 20,50 m  | 20,00 m  | 20,59 m  | 20,59 m   | q                                        |
| 5    | Scott Lincoln        | Gran Bretagna | 20,54 m  | x        | 19,77 m  | 20,54 m   | q                                        |
| 6    | Artem Levchenko      | Ucraina       | x        | 20,25 m  | x        | 20,25 m   | q                                        |
| 7    | Nick Ponzio          | Italia        | 20,24 m  | x        | 20,10 m  | 20,24 m   | q                                        |
| 8    | Armin Sinančević     | Serbia        | 20,11 m  | 19,99 m  | x        | 20,11 m   | q                                        |
| 9    | Eric Maihöfer        | Germania      | 19,10 m  | 19,88 m  | x        | 19,88 m   |                                          |
| 10   | Konrad Bukowiecki    | Polonia       | x        | 19,78 m  | x        | 19,78 m   |                                          |
| 11   | Tsanko Arnaudov      | Portogallo    | 19,77 m  | x        | 19,26 m  | 19,77 m   |                                          |
| 12   | Leonardo Fabbri      | Italia        | x        | 19,72 m  | x        | 19,72 m   |                                          |
| 13   | Giorgi Mujaridze     | Georgia       | 19,37 m  | x        | x        | 19,37 m   |                                          |
| 14   | Jesper Arbinge       | Svezia        | 19,32 m  | 19,08 m  | x        | 19,32 m   |                                          |
| 15   | Tadeáš Procházka     | Rep. Ceca     | 18,62 m  | x        | 18,97 m  | 18,97 m   |                                          |
| 16   | Odysseas Mousenidis  | Grecia        | x        | 17,11 m  | 18,67 m  | 18,67 m   |                                          |
| 17   | Muhamet Ramadani     | Kosovo        | x        | 17,94 m  | 18,26 m  | 18,26 m   | Miglior prestazione personale stagionale |
| -    | Anastasios Latiflari | Grecia        | x        | x        | x        | nm        |                                          |

### Finale
| Pos.    | Atleta           | Nazione       | 1ª prova | 2ª prova | 3ª prova | 4ª prova | 5ª prova | 6ª prova | Risultato | Note             |
| ------- | ---------------- | ------------- | -------- | -------- | -------- | -------- | -------- | -------- | --------- | ---------------- |
| Oro     | Andrei Toader    | Romania       | 21,08 m  | 20,57 m  | 20,31 m  | x        | 20,50 m  | 21,27 m  | 21,27 m   | Record nazionale |
| Argento | Wictor Petersson | Svezia        | 20,88 m  | x        | x        | 20,70 m  | 21,04 m  | x        | 21,04 m   |                  |
| Bronzo  | Tomáš Staněk     | Rep. Ceca     | x        | 20,50 m  | 20,75 m  | 20,28 m  | x        | x        | 20,75 m   |                  |
| 4       | Scott Lincoln    | Gran Bretagna | x        | 19,19 m  | 20,73 m  | 20,56 m  | x        | 20,69 m  | 20,73 m   |                  |
| 5       | Armin Sinančević | Serbia        | 20,49 m  | x        | x        | x        | x        | 20,00 m  | 20,49 m   |                  |
| 6       | Nick Ponzio      | Italia        | 19,81    | x        | x        | 20,26 m  | x        | x        | 20,26 m   |                  |
| 7       | Artem Levchenko  | Ucraina       | x        | 19,34 m  | 19,72 m  | 19,60 m  | x        | x        | 19,72 m   |                  |
| 8       | Zane Weir        | Italia        | x        | x        | x        | 19,57 m  | x        | x        | 19,57 m   |                  |